# Saulmory-et-Villefranche

Saulmory-et-Villefranche este o comună în departamentul Meuse din nord-estul Franței. În 2010 avea o populație de 107 de locuitori.

## Evoluția populației
| An        | 1975 | 1982 | 1990 | 1999 | 2006 | 2010 |
| --------- | ---- | ---- | ---- | ---- | ---- | ---- |
| Populație | 120  | 117  | 117  | 102  | 106  | 107  |